# Marie Granberg
Karin Marie Granberg Klasson, född 3 mars 1961 i Sankt Lars församling i Linköping, är en svensk före detta friidrottare (långdistanslöpare). Hon tävlade för klubbarna Linköpings GIF och senare Hässelby SK.